# ゆるしません!
『ゆるしません!』は、1980年に関西テレビが製作し、フジテレビ系列で放送されていたドラマ。近年では2007年にCSファミリー劇場にて再放映された。

## 内容
主人公の交通課巡査・木山めぐみ（友里千賀子）が、かねてからの念願叶いスリ摘発を担当する刑事二課へ転属となった。神戸市・宝塚市・西宮市・伊丹市などを中心にロケが行われ、神戸周辺を舞台に事件を通じて多様な人間模様に遭遇し、めぐみが刑事としても女性としても成長して行く。事件だけでなく、父や姉妹との家族のつながりや、同僚刑事とのやりとりがコミカルに描かれた阪急電鉄提供の30分ドラマ（阪急ドラマシリーズ）。
オープニングでは「ゆるしません!」の番組タイトルのほかDon't do it!というサブタイトルが使われていた。

## 放送期間
1980年10月2日 - 1981年3月26日、毎週木曜日 22:30 - 23:00、全25話

## キャスト
レギュラー
- 友里千賀子：木山めぐみ - 神戸港南署刑事（巡査）。木山家の次女で22歳独身。明朗活発で正義感が強く負けず嫌い。
- 田崎潤：木山源次郎 - めぐみの父。庭師で「南風園」を経営。ガンコ親父だが娘たちを暖かく見守る。妻を先に亡くしている。
- 小川より子：木山千代子 - 木山家長女・29歳、めぐみの姉。港南署近くのスナック喫茶「えるふ」を経営。離婚歴がある。
- 朝吹奈央：木山珠子 - 木山家三女・20歳、めぐみの妹。イラストレーター。めぐみの事を「小ちゃい方のお姉ちゃん」の意で "ちゃい姉ちゃん" と呼ぶ。演じる朝吹は当時宝塚歌劇団66期生。
- 真夏竜：水原勝也 - 捜査一課刑事。横浜市出身。めぐみに好意を寄せている。
- 船戸順：松山防犯課長→刑事第一課長 - めぐみの良き上司であり、喫茶「えるふ」の常連。千代子と波長が合い、千代子再婚に向けての話も浮上。
- 田畑猛雄：伊沢刑事第二課長
- 村瀬智子：まゆみ - 喫茶「えるふ」の店員
- 多田千香：岡部邦子 - 交通課巡査。めぐみと同期で交通課での同僚。妊娠・結婚のため退職する。第5話まで。
- 朝比奈潔子：西山順子 - 捜査二課刑事。二課転属後のめぐみの同僚となる先輩。第5話から。

セミレギュラー
- 荒木雅子：水原房江 - 源次郎の妹。めぐみ達3人姉妹にとって母代わりでもあり、よき相談相手になる叔母。
- 田渕岩夫：捜査一課・田村刑事 - 初対面でめぐみのファンとなり「木山めぐみを守る会」を発足させた事も。第6話から。
- 桂朝丸（現・桂ざこば）：捜査一課・伊藤刑事
- 明石家さんま：吉田刑事 - お調子者の刑事。第1話 - 第2話。
- 岡本隆成：酒井光夫 - オートバイを黒革ジャンで乗り回し悪ぶっているが、めぐみは「根は良い人間だ」と信じて更生させる。第1話 - 第8話。
- 正司照江：銀子（お銀） - スリの名人。スリ検挙を担当する第二課転属後のめぐみの宿敵。第5話 - 第9話。
- 多賀勝：長山秀夫 - 千代子の前夫。千代子に大いに未練がある。

## ロケ地
- 主な舞台となった「神戸港南署」は神戸市中央区に実在する兵庫県警葺合警察署の建物が使われた。

## スタッフ
- プロデューサー：栢原幹（関西テレビ）、保田善生、堀内真郎（宝塚映画）
- 脚本：布勢博一、田代淳二
- 音楽：青山八郎
- 現像：東洋現像所
- 監督：林宏樹、高野昭二、三浦紘・他
- 制作：関西テレビ放送、宝塚映画

## 放映リスト
| 話 | 放映日         | サブタイトル             | 脚本     | 監督     | ゲスト                 |
| -- | -------------- | ------------------------ | -------- | -------- | ---------------------- |
| 1  | 1980年 10月2日 | 22才 婦警です            | 布勢博一 | 林宏樹   | ゼンヂー北京           |
| 2  | 10月9日        | ピンチにパンチ           | 布勢博一 | 林宏樹   |                        |
| 3  | 10月16日       | 婦警がデートする時       | 布勢博一 | 高野昭二 |                        |
| 4  | 10月23日       | 厚かましいアイツ         | 布勢博一 | 高野昭二 |                        |
| 5  | 10月30日       | スリの名人に参った!      | 布勢博一 | 高野昭二 |                        |
| 6  | 11月6日        | 私を守らないで           | 布勢博一 | 三浦紘   |                        |
| 7  | 11月13日       | 嘘つきおばあちゃんと私   | 布勢博一 | 三浦紘   | 風見章子               |
| 8  | 11月20日       | もうヘルメットはいらない | 田代淳二 | 高野昭二 |                        |
| 9  | 11月27日       | 捕まえて悲しい           | 布勢博一 | 高野昭二 |                        |
| 10 | 12月4日        | 天に代わりて不義を討つ   | 田代淳二 | 高野昭二 | 織本順吉               |
| 11 | 12月11日       | 東京のヤツにまけるな     | 布勢博一 | 高野昭二 |                        |
| 12 | 12月18日       | 強盗のお手伝い           | 布勢博一 | 三浦紘   | レツゴー三匹、桂福団治 |
| 13 | 12月25日       | とんだクリスマス         | 田代淳二 | 三浦紘   |                        |
| 14 | 1981年 1月8日  | 邪魔してみせるわ!!       | 田代淳二 | 三浦紘   | 田中由香               |
| 15 | 1月15日        | お父さんの恋人!?         | 布勢博一 | 高野昭二 | 岩井友見、表淳夫       |
| 16 | 1月22日        | チョッピリピンクの風     | 布勢博一 | 高野昭二 | 岩井友見、やまべかおる |
| 17 | 1月29日        | お嫁においで婦警さん     | 布勢博一 | 高野昭二 |                        |
| 18 | 2月5日         | 思いやりって何?          | 田代淳二 | 高野昭二 | 西山辰夫、山口朱美     |
| 19 | 2月12日        | 恋人は中学生             | 田代淳二 | 三浦紘   |                        |
| 20 | 2月19日        | 子供がいます             | 田代淳二 | 三浦紘   |                        |
| 21 | 2月26日        | 十万円は安すぎる         | 田代淳二 | 高野昭二 |                        |
| 22 | 3月5日         | 一千万円出せ!            | 布勢博一 | 高野昭二 | 草川祐馬、須永克彦     |
| 23 | 3月12日        | ワンパク救出作戦         | 布勢博一 | 高野昭二 | 草川祐馬、須永克彦     |
| 24 | 3月19日        | 婦警さんの厚化粧         | 布勢博一 | 三浦紘   |                        |
| 25 | 3月26日        | お断りします             | 布勢博一 | 三浦紘   |                        |

| 関西テレビ 阪急ドラマシリーズ | 関西テレビ 阪急ドラマシリーズ | 関西テレビ 阪急ドラマシリーズ |
| 前番組                        | 番組名                        | 次番組                        |
| ----------------------------- | ----------------------------- | ----------------------------- |
| いらっしゃいませ!             | ゆるしません!                 | おだいじに…                   |